# Nara López Anglada
Nara López Anglada (Gurb, Osona, 22 d'agost de 1996) és una jugadora d'hoquei sobre patins catalana.
Es formà al planter del Club Patí Manlleu, amb el qual debutà a l'OK Lliga Femenina la temporada 2012-13. Amb el club manlleuenc aconseguí una Copa de la Reina (2015). La temporada 2016-17 jugà al Club Patí Voltregà, amb el qual guanyà una Lliga europea (2017) i una Copa de la Reina (2017). Dos anys després, tornà al CP Manlleu. En aquesta segona etapa, guanyà una OK Lliga (2019-20) i dues Copes de la Reina (2021, 2022). El febrer de 2025, el club osonenc decidí prescindir de la jugadora per la següent temporada, i el juliol del mateix any, fitxà pel Generali HC Palau.
Mesos més tard, fitxà 
Internacional amb la selecció espanyola d'hoquei sobre patins, aconseguí un Campionat d'Europa (2013) i participà en el Campionat del Món de 2014. Amb la selecció catalana, ha sigut internacional al Goldencat 2024. Entre altres reconeixements, ha rebut la medalla olímpica del Comitè Olímpic Espanyol (2014).